# Provincia de Iyo
La provincia de Iyo (伊予国 Iyo-no-kuni) era una antigua provincia de Japón en el área de la Prefectura de Ehime, en la isla de Shikoku. La provincia se llamaba a veces Yoshū (予州).
Iyo tenía fronteras con las provincias de Awa, Sanuki y Tosa.
La antigua capital de la provincia estaba cerca de la moderna Imabari.

## Historia
En el período Meiji, las provincias de Japón se convirtieron en prefecturas. Los mapas de Japón y la provincia de Iyo fueron reformados en la década de 1870.

## Santuarios y templos
Ōyamazumi jinja era el principal santuario sintoísta (ichinomiya) de Iyo.

## Otros sitios web
- Wikimedia Commons alberga una categoría multimedia sobre Provincia de Iyo.
- Mapa de las provincias de Murdoch, 1903

- Datos: Q907829
- Multimedia: Iyo Province / Q907829